# Olympische Sommerspiele 2020/Segeln
Die Segelwettbewerbe bei den Olympischen Spielen 2020 in Tokio wurden vom 25. Juli bis 4. August 2021 vor dem Yachthafen Enoshima ausgetragen. Insgesamt fanden zehn Regatten statt, fünf für Herren, vier für Damen und eine im Mixed-Team. Im Vergleich zu den vorangegangenen Spielen änderte sich das Programm nicht. Trotz zahlreicher Vorschläge entschied sich der Weltsegelverband World Sailing, der Organisator dieser Wettbewerbe, das Format der Spiele von 2016 beizubehalten.
Erfolgreichste Nation war Großbritannien, dessen Segler drei Goldmedaillen sowie je eine Silber- und Bronzemedaille gewannen. Australische Segler sicherten sich zwei Goldmedaillen. Eine Goldmedaille gewannen jeweils die Niederlande, China, Brasilien, Italien und Dänemark.

## Bilanz

### Medaillenspiegel
| Platz  | Land           | Gold | Silber | Bronze | Gesamt |
| ------ | -------------- | ---- | ------ | ------ | ------ |
| 1      | Großbritannien | 3    | 1      | 1      | 5      |
| 2      | Australien     | 2    | –      | –      | 2      |
| 3      | Niederlande    | 1    | –      | 2      | 3      |
| 4      | China          | 1    | –      | 1      | 2      |
| 5      | Brasilien      | 1    | –      | –      | 1      |
| 5      | Italien        | 1    | –      | –      | 1      |
| 5      | Dänemark       | 1    | –      | –      | 1      |
| 8      | Frankreich     | –    | 2      | 1      | 3      |
| 9      | Schweden       | –    | 2      | –      | 2      |
| 10     | Deutschland    | –    | 1      | 2      | 3      |
| 11     | Kroatien       | –    | 1      | –      | 1      |
| 11     | Neuseeland     | –    | 1      | –      | 1      |
| 11     | Polen          | –    | 1      | –      | 1      |
| 11     | Ungarn         | –    | 1      | –      | 1      |
| 15     | Spanien        | –    | –      | 2      | 2      |
| 16     | Norwegen       | –    | –      | 1      | 1      |
| Gesamt | Gesamt         | 10   | 10     | 10     | 30     |

### Medaillengewinner
Männer
| Disziplin       | Gold                                         | Silber                                    | Bronze                                 |
| --------------- | -------------------------------------------- | ----------------------------------------- | -------------------------------------- |
| Windsurfen RS:X | Kiran Badloe (NED)                           | Thomas Goyard (FRA)                       | Bi Kun (CHN)                           |
| Laser           | Matthew Wearn (AUS)                          | Tonči Stipanović (CRO)                    | Hermann Tomasgaard (NOR)               |
| Finn Dinghy     | Giles Scott (GBR)                            | Zsombor Berecz (HUN)                      | Joan Cardona Méndez (ESP)              |
| 470er           | Australien Mathew Belcher William Ryan       | Schweden Anton Dahlberg Fredrik Bergström | Spanien Jordi Xammar Nicolás Rodríguez |
| 49er            | Großbritannien Dylan Fletcher Stuart Bithell | Neuseeland Peter Burling Blair Tuke       | Deutschland Erik Heil Thomas Plößel    |

Frauen
| Disziplin       | Gold                                        | Silber                                  | Bronze                                       |
| --------------- | ------------------------------------------- | --------------------------------------- | -------------------------------------------- |
| Windsurfen RS:X | Lu Yunxiu (CHN)                             | Charline Picon (FRA)                    | Emma Wilson (GBR)                            |
| Laser Radial    | Anne-Marie Rindom (DEN)                     | Josefin Olsson (SWE)                    | Marit Bouwmeester (NED)                      |
| 470er           | Großbritannien Hannah Mills Eilidh McIntyre | Polen Agnieszka Skrzypulec Jolanta Ogar | Frankreich Camille Lecointre Aloïse Retornaz |
| 49erFX          | Brasilien Martine Grael Kahena Kunze        | Deutschland Tina Lutz Susann Beucke     | Niederlande Annemiek Bekkering Annette Duetz |

Mixed
| Disziplin | Gold                                | Silber                                 | Bronze                                     |
| --------- | ----------------------------------- | -------------------------------------- | ------------------------------------------ |
| Nacra 17  | Italien Ruggero Tita Caterina Banti | Großbritannien John Gimson Anna Burnet | Deutschland Paul Kohlhoff Alica Stuhlemmer |

## Ergebnisse

### Männer

#### Windsurfen RS:X
| Platz | Land | Athlet          | Punkte |
| ----- | ---- | --------------- | ------ |
| 1     | NED  | Kiran Badloe    | 36     |
| 2     | FRA  | Thomas Goyard   | 74     |
| 3     | CHN  | Bi Kun          | 75     |
| 4     | ISR  | Yoav Cohen      | 76     |
| 5     | ITA  | Mattia Camboni  | 76     |
| 6     | POL  | Piotr Myszka    | 79     |
| 7     | GBR  | Tom Squires     | 82     |
| 8     | SUI  | Mateo Sanz Lanz | 100    |

#### Laser
| Platz | Land | Athlet               | Punkte |
| ----- | ---- | -------------------- | ------ |
| 1     | AUS  | Matthew Wearn        | 53     |
| 2     | CRO  | Tonči Stipanović     | 82     |
| 3     | NOR  | Hermann Tomasgaard   | 85     |
| 4     | CYP  | Pavlos Kontides      | 88     |
| 5     | GER  | Philipp Buhl         | 91     |
| 6     | FRA  | Jean-Baptiste Bernaz | 92     |
| 7     | KOR  | Ha Jee-min           | 98     |
| 8     | BRA  | Robert Scheidt       | 104    |

#### 470er
| Platz | Land | Athleten                          | Punkte |
| ----- | ---- | --------------------------------- | ------ |
| 1     | AUS  | Mathew Belcher William Ryan       | 23     |
| 2     | SWE  | Anton Dahlberg Fredrik Bergström  | 45     |
| 3     | ESP  | Jordi Xammar Nicolás Rodríguez    | 55     |
| 4     | NZL  | Paul Snow-Hansen Daniel Willcox   | 57     |
| 5     | GBR  | Luke Patience Chris Grube         | 70     |
| 6     | ITA  | Giacomo Ferrari Giulio Calabro    | 81     |
| 7     | JPN  | Keiju Okada Jumpei Hokazono       | 82     |
| 8     | GRE  | Panagiotis Mantis Pavlos Kagialis | 84     |

#### Finn Dinghy
| Platz | Land | Athlet              | Punkte |
| ----- | ---- | ------------------- | ------ |
| 1     | GBR  | Giles Scott         | 36     |
| 2     | HUN  | Zsombor Berecz      | 39     |
| 3     | ESP  | Joan Cardona Méndez | 51     |
| 4     | NED  | Nicholas Heiner     | 56     |
| 5     | NZL  | Josh Junior         | 67     |
| 6     | ARG  | Facundo Olezza      | 68     |
| 7     | AUS  | Jake Lilley         | 69     |
| 8     | TUR  | Alican Kaynar       | 81     |

#### 49er
| Platz | Land | Athleten                         | Punkte |
| ----- | ---- | -------------------------------- | ------ |
| 1     | GBR  | Dylan Fletcher Stuart Bithell    | 58     |
| 2     | NZL  | Peter Burling Blair Tuke         | 58     |
| 3     | GER  | Erik Heil Thomas Plößel          | 70     |
| 4     | ESP  | Diego Botín Iago López           | 70     |
| 5     | DEN  | Jonas Warrer Jakob Precht Jensen | 82     |
| 6     | NED  | Bart Lambriex Pim van Vugt       | 87     |
| 7     | POR  | Jorge Lima José Costa            | 94     |
| 8     | CRO  | Šime Fantela Mihovil Fantela     | 106    |

### Frauen

#### Windsurfen RS:X
| Platz | Land | Athletin          | Punkte |
| ----- | ---- | ----------------- | ------ |
| 1     | CHN  | Lu Yunxiu         | 36     |
| 2     | FRA  | Charline Picon    | 38     |
| 3     | GBR  | Emma Wilson       | 38     |
| 4     | ITA  | Marta Maggetti    | 66     |
| 5     | NED  | Lilian de Geus    | 72     |
| 6     | ISR  | Katy Spychakov    | 85     |
| 7     | DEN  | Lærke Buhl-Hansen | 93     |
| 8     | HKG  | Hayley Chan       | 95     |

#### Laser Radial
| Platz | Land | Athletin          | Punkte |
| ----- | ---- | ----------------- | ------ |
| 1     | DEN  | Anne-Marie Rindom | 78     |
| 2     | SWE  | Josefin Olsson    | 81     |
| 3     | NED  | Marit Bouwmeester | 83     |
| 4     | BEL  | Emma Plasschaert  | 87     |
| 5     | FIN  | Tuula Tenkanen    | 95     |
| 6     | CAN  | Sarah Douglas     | 100    |
| 7     | ITA  | Silvia Zennaro    | 106    |
| 8     | NOR  | Line Flem Høst    | 111    |

#### 470er
| Platz | Land | Athletinnen                       | Punkte |
| ----- | ---- | --------------------------------- | ------ |
| 1     | GBR  | Hannah Mills Eilidh McIntyre      | 38     |
| 2     | POL  | Agnieszka Skrzypulec Jolanta Ogar | 54     |
| 3     | FRA  | Camille Lecointre Aloïse Retornaz | 54     |
| 4     | SUI  | Linda Fahrni Maja Siegenthaler    | 64     |
| 5     | SLO  | Tina Mrak Veronika Macarol        | 69     |
| 6     | GER  | Luise Wanser Anastasiya Winkel    | 77     |
| 7     | JPN  | Ai Kondō Yoshida Miho Yoshioka    | 79     |
| 8     | ISR  | Noya Bar Am Shahar Tibi           | 80     |

#### 49erFX
| Platz | Land | Athletinnen                        | Punkte |
| ----- | ---- | ---------------------------------- | ------ |
| 1     | BRA  | Martine Grael Kahena Kunze         | 76     |
| 2     | GER  | Tina Lutz Susann Beucke            | 83     |
| 3     | NED  | Annemiek Bekkering Annette Duetz   | 88     |
| 4     | ESP  | Támara Echegoyen Paula Barceló     | 89     |
| 5     | ARG  | Victoria Travascio María Sol Branz | 90     |
| 6     | GBR  | Charlotte Dobson Saskia Tidey      | 95     |
| 7     | NOR  | Helene Næss Marie Rønningen        | 100    |
| 8     | DEN  | Ida Marie Baad Marie Thusgaard     | 106    |

### Mixed

#### Nacra 17
| Platz | Land | Athleten                               | Punkte |
| ----- | ---- | -------------------------------------- | ------ |
| 1     | ITA  | Ruggero Tita Caterina Banti            | 35     |
| 2     | GBR  | John Gimson Anna Burnet                | 45     |
| 3     | GER  | Paul Kohlhoff Alica Stuhlemmer         | 63     |
| 4     | DEN  | Lin Cenholt Christian Lubeck           | 70     |
| 5     | AUS  | Jason Waterhouse Lisa Darmanin         | 72     |
| 6     | ESP  | Tara Pacheco Florián Trittel           | 76     |
| 7     | ARG  | Santiago Lange Cecilia Carranza Saroli | 77     |
| 8     | DEN  | Quentin Delapierre Manon Audinet       | 84     |

## Qualifikation
Insgesamt gab es 350 Quotenplätze. Die Quotenplätze wurden nicht an Athleten vergeben, sondern an die Nation des Athleten, der den Startplatz erkämpft hatte. Der japanischen Delegation stand als Gastgebernation in jedem Wettkampf jeweils ein Quotenplatz zu.
| Nation              | Männer | Männer | Männer | Männer | Männer | Frauen | Frauen       | Frauen | Frauen | Mixed    | Gesamt | Gesamt   |
| Nation              | RS:X   | Laser  | Finn   | 470er  | 49er   | RS:X   | Laser Radial | 470er  | 49erFX | Nacra 17 | Boote  | Athleten |
| ------------------- | ------ | ------ | ------ | ------ | ------ | ------ | ------------ | ------ | ------ | -------- | ------ | -------- |
| Ägypten             |        | X      |        |        |        |        | X            |        |        |          | 2      | 2        |
| Algerien            | X      |        |        |        |        | X      |              |        |        |          | 2      | 2        |
| Angola              |        |        |        | X      |        |        |              |        |        |          | 1      | 2        |
| Antigua und Barbuda |        |        |        |        |        |        |              |        |        |          | 1      | 1        |
| Amerikanisch-Samoa  |        |        |        | X      |        |        |              |        |        |          | 1      | 2        |
| Argentinien         | X      | X      | X      |        |        | X      | X            | X      | X      | X        | 8      | 11       |
| Australien          |        | X      | X      | X      | X      |        | X            | X      | X      | X        | 8      | 13       |
| Belgien             |        |        |        |        |        |        | X            |        | X      |          | 2      | 3        |
| Brasilien           |        | X      | X      | X      | X      | X      |              | X      | X      | X        | 8      | 13       |
| Chile               |        | X      |        |        |        |        |              |        |        |          | 1      | 1        |
| China               | X      |        | X      | X      |        | X      | X            | X      | X      | X        | 8      | 12       |
| Dänemark            |        |        |        |        | X      | X      | X            |        | X      | X        | 5      | 8        |
| Deutschland         |        | X      |        |        | X      |        | X            | X      | X      | X        | 6      | 10       |
| El Salvador         |        | X      |        |        |        |        |              |        |        |          | 1      | 1        |
| Estland             |        | X      |        |        |        | X      |              |        |        |          | 2      | 2        |
| Fidschi             |        |        |        |        |        |        | X            |        |        |          | 1      | 1        |
| Finnland            |        | X      |        |        |        | X      | X            |        |        | X        | 4      | 5        |
| Frankreich          | X      | X      |        | X      | X      | X      | X            | X      | X      | X        | 9      | 14       |
| Griechenland        | X      |        | X      | X      |        | X      | X            | X      |        |          | 6      | 8        |
| Großbritannien      | X      | X      | X      | X      | X      | X      | X            | X      | X      | X        | 10     | 15       |
| Guatemala           |        | X      |        |        |        |        | X            |        |        |          | 2      | 2        |
| Hongkong            | X      |        |        |        |        | X      | X            |        |        |          | 3      | 3        |
| Indien              |        | X      |        |        | X      |        | X            |        |        |          | 3      | 4        |
| Irland              |        |        |        |        | X      |        | X            |        |        |          | 2      | 3        |
| Israel              | X      |        |        |        |        | X      | X            | X      |        |          | 4      | 5        |
| Italien             | X      |        |        | X      |        | X      | X            | X      |        | X        | 6      | 9        |
| Japan               | X      | X      | X      | X      | X      | X      | X            | X      | X      | X        | 10     | 15       |
| Kanada              |        |        | X      | X      | X      | X      | X            |        | X      |          | 6      | 9        |
| Kroatien            |        | X      |        |        | X      |        | X            |        |        |          | 3      | 4        |
| Litauen             | X      |        |        |        |        |        | X            |        |        |          | 2      | 2        |
| Malaysia            |        | X      |        |        |        |        | X            | X      |        |          | 3      | 4        |
| Mexiko              | X      |        | X      |        |        | X      | X            |        |        |          | 4      | 4        |
| Montenegro          |        | X      |        |        |        |        |              |        |        |          | 1      | 1        |
| Mosambik            |        |        |        |        |        |        | X            | X      |        |          | 2      | 3        |
| Neuseeland          | X      | X      | X      | X      | X      |        |              |        | X      | X        | 7      | 11       |
| Niederlande         | X      | X      | X      |        | X      | X      | X            | X      | X      |          | 8      | 11       |
| Norwegen            | X      | X      | X      |        |        |        | X            |        | X      | X        | 6      | 8        |
| Österreich          |        |        |        |        | X      |        |              |        | X      | X        | 3      | 6        |
| Papua-Neuguinea     |        | X      |        |        |        |        | X            |        |        |          | 2      | 2        |
| Peru                |        | X      |        |        |        | X      | X            |        | X      |          | 4      | 5        |
| Polen               | X      |        |        |        | X      | X      | X            | X      | X      |          | 6      | 9        |
| Portugal            |        |        |        | X      | X      |        | X            |        |        |          | 3      | 5        |
| Puerto Rico         |        |        |        |        |        |        |              |        |        | X        | 1      | 2        |
| ROC                 | X      | X      |        | X      |        | X      | X            |        |        |          | 5      | 6        |
| Samoa               |        | X      |        |        |        |        |              |        |        |          | 1      | 1        |
| Schweden            |        | X      | X      | X      |        |        | X            | X      |        | X        | 6      | 9        |
| Schweiz             | X      |        |        |        | X      |        | X            | X      |        |          | 4      | 6        |
| Seychellen          |        | X      |        |        |        |        |              |        |        |          | 1      | 1        |
| Singapur            |        | X      |        |        |        | X      |              |        | X      |          | 3      | 4        |
| Slowenien           |        | X      |        |        |        |        |              | X      |        |          | 2      | 3        |
| Spanien             | X      | X      | X      | X      | X      | X      | X            | X      | X      | X        | 10     | 15       |
| St. Lucia           |        | X      |        |        |        |        | X            |        |        |          | 2      | 2        |
| Südafrika           |        |        | X      |        | X      |        |              |        |        |          | 2      | 3        |
| Südkorea            | X      | X      |        | X      |        |        |              |        |        |          | 3      | 4        |
| Thailand            | X      |        |        |        |        | X      | X            |        |        |          | 3      | 3        |
| Trinidad und Tobago |        | X      |        |        |        |        |              |        |        |          | 1      | 1        |
| Tschechien          | X      |        |        |        |        |        |              |        |        |          | 1      | 1        |
| Tunesien            |        |        |        |        |        |        |              |        | X      | X        | 2      | 4        |
| Türkei              |        |        | X      | X      |        | X      | X            | X      |        |          | 5      | 7        |
| Ungarn              |        | X      | X      |        |        | X      | X            |        |        |          | 4      | 4        |
| Uruguay             |        |        |        |        |        |        | X            |        |        | X        | 2      | 3        |
| Venezuela           |        |        | X      |        |        |        |              |        |        |          | 1      | 1        |
| Vereinigte Staaten  | X      | X      | X      | X      |        | X      | X            | X      | X      | X        | 9      | 13       |
| Belarus             | X      |        |        |        |        |        | X            |        |        |          | 2      | 2        |
| Zypern              | X      | X      |        |        |        | X      | X            |        |        |          | 4      | 4        |
| Gesamt: 65 NOKs     | 25     | 35     | 19     | 19     | 19     | 27     | 44           | 21     | 21     | 20       | 250    | 350      |